# 安各庄镇
安各庄镇，是中华人民共和国河北省唐山市滦南县下辖的一个乡镇级行政单位。

## 行政区划
安各庄镇下辖以下地区：
葛各庄村、张横坨村、刘横坨村、郑横坨北村、郑横坨南村、高横坨村、铁匠庄村、马家庄村、小薛各庄村、安各庄东村、安各庄西村、霍庄村、中姚各庄村、西姚各庄村、解庄子村、大姚各庄村、和尚坨村、东一六村、西一六村、康各庄村、大柳树村、邢洪林一村、邢洪林二村、邢洪林三村、王洪林村、裴洪林村、崔洪林村、狮子庄村和北铁匠庄村。